# Hans Adolf Krebs

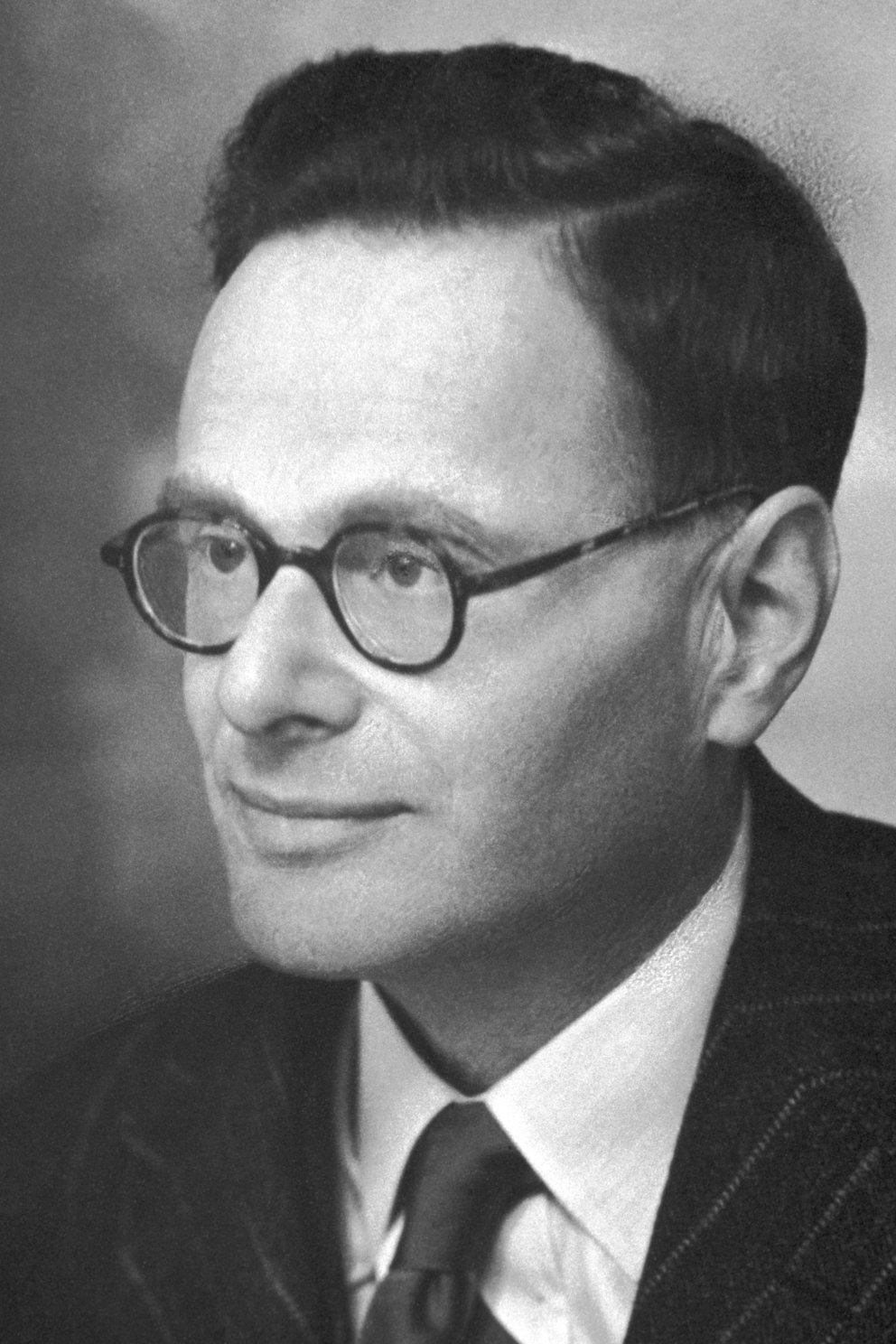
Hans Adolf Krebs (1953)

Sir Hans Adolf Krebs (* 25. August 1900 in Hildesheim; † 22. November 1981 in Oxford) war ein  deutscher, später britischer Mediziner, Internist und Professor für Biochemie. Er war ein Pionier der Erforschung von biochemischen Prozessen in lebenden Zellen und entdeckte drei wichtige Schlüsselzyklen biochemischer Stoffwechselreaktionen.
An der Albert-Ludwigs-Universität Freiburg entdeckte Krebs eine Reihe chemischer Reaktionen, den so genannten Harnstoffzyklus, mit denen im Säugetiergewebe Ammoniak in Harnstoff umgewandelt und ausgeschieden wird. Dieser Stoffwechselzyklus war der erste, der entdeckt wurde. Nach seiner Entlassung als jüdisches Fakultätsmitglied und seiner Vertreibung aus Deutschland 1933 arbeitete Krebs vorübergehend im Arbeitskreis von Frederick Hopkins in Cambridge. Später wirkte er an der University of Sheffield, zunächst als Dozent für Pharmakologie und nach dem Krieg als Professor für Biochemie und Leiter des Medical Research Council-Referats für Zellstoffwechsel. Dort untersuchte Krebs den Abbau von Nahrungsmitteln zur Gewinnung von Energie zum Leben im Citratzyklus. Für diese Entdeckung zeichnete ihn das Nobelkomitee 1953 mit dem Nobelpreis für Physiologie oder Medizin aus. Von 1954 bis zu seiner Pensionierung 1967 lehrte er an der University of Oxford, wo er die Gluconeogenese, einen Stoffwechselweg zur Gewinnung von Glucose aus bestimmten Nicht-Kohlenhydratsubstraten, im Glyoxylatzyklus entdeckte.
Die Untersuchungen von Hans Adolf Krebs bereiteten den Weg für die moderne biochemische Forschung und stellten Prinzipien auf, die für das Verständnis der menschlichen Physiologie grundlegend sind. Aus seiner wissenschaftlichen Schule gingen zahlreiche Biochemiker und spätere Professoren wie James Bassham, Arnost Kleinzeller und Hans Leo Kornberg hervor.

## Leben und Werk
Hans Adolf Krebs wurde 1900 als Sohn von Georg Krebs, einem Hals-Nasen-Ohren-Arzt und seiner Frau Alma, geborene Davidson, als das mittlere von drei Kindern in Hildesheim geboren. Obwohl beide Eltern aus jüdischen Familien stammten, versuchten diese, sich zu assimilieren; die Kinder besuchten den evangelischen Religionsunterricht.

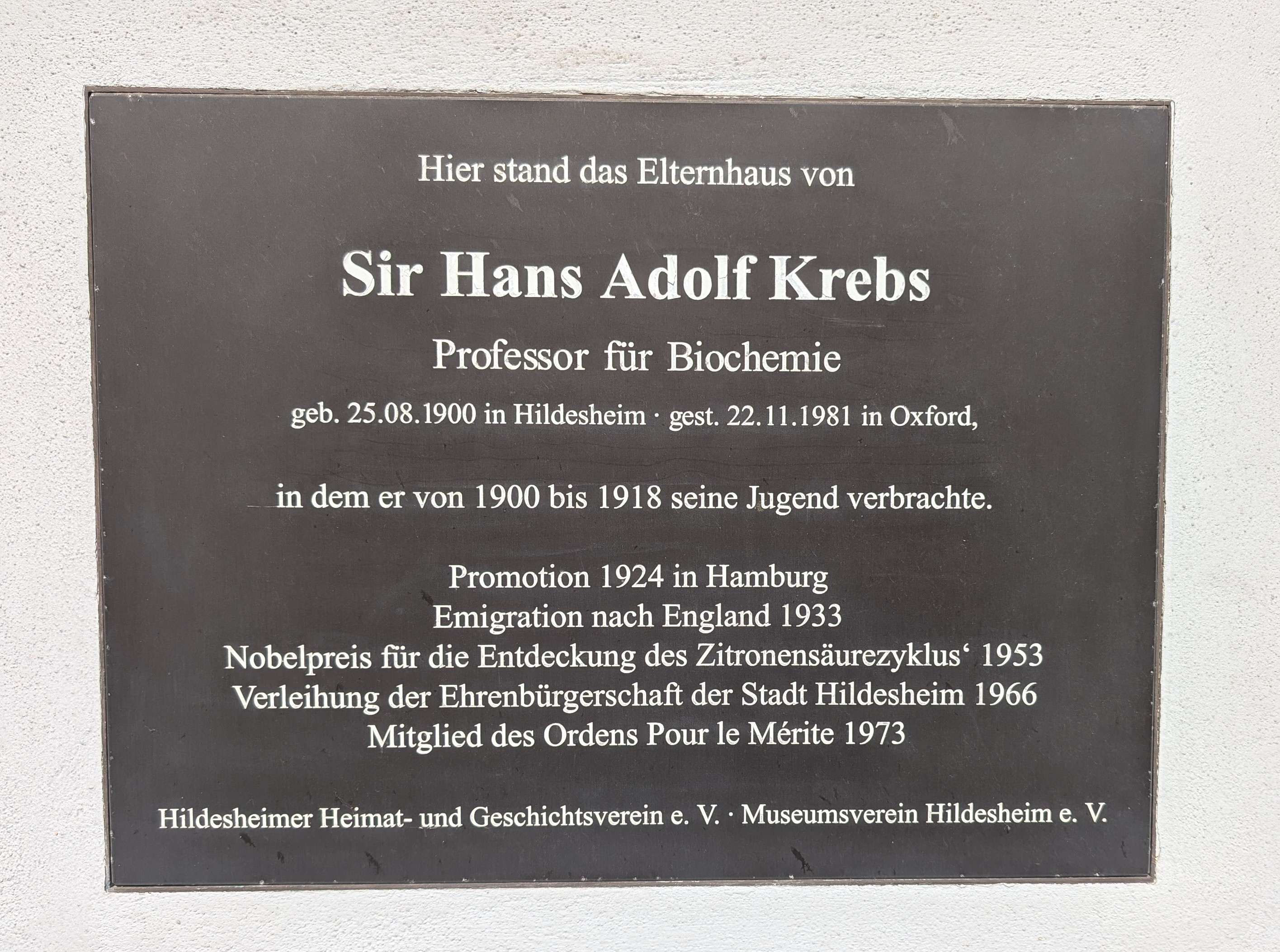
Gedenktafel Elternhaus Sir Hans Adolf Krebs in Hildesheim

Ab 1910 besuchte Hans das Gymnasium Andreanum in Hildesheim. Gegen Ende des Ersten Weltkriegs im September 1918 wurde er zur Fernmeldetruppe in die kaiserliche deutsche Armee eingezogen. Nach Kriegsende im November desselben Jahres nahm er das Studium der Medizin an der Georg-August-Universität Göttingen auf, wo er auch Vorlesungen in Chemie und Physik hörte. Zu seinen Dozenten gehörte Adolf Windaus, der später für seine Arbeiten über die Struktur des Cholesterins mit dem Nobelpreis für Chemie ausgezeichnet wurde.
Nach einem Wechsel an die Albert-Ludwigs-Universität Freiburg besuchte er dort Vorlesungen über den Intermediärstoffwechsel bei Franz Knoop, der dort damals Professor für Physiologische Chemie war. Häufige Wechsel von einer Universität zur anderen waren zu dieser Zeit unter den Studenten üblich.
Knoop hatte durch einfache Fütterungsversuche mit Fettsäuren verschiedener Kettenlänge, deren terminale Methylgruppe durch eine Phenylgruppe ersetzt war, eine Theorie der Fettsäureoxidation entwickelt. Fettsäuren mit einer geraden Anzahl an Kohlenstoffatomen lieferten im Urin von Kaninchen unabhängig von der Gesamtkettenlänge immer Glucuronsäureester der Benzoesäure, während Fettsäuren mit einer ungeraden Anzahl von Kohlenstoffatomen immer Glucuronsäureester der Phenylessigsäure lieferten. Knoop schloss daraus, dass Fettsäuren immer am γ-Kohlenstoff zu Essigsäure und einer um zwei Kohlenstoffatome kürzeren Fettsäure oxidiert werden. Die Einfachheit von Knoops Versuchen und seine Schlussfolgerungen auf Basis von chemischen Regeln beeindruckten Krebs und erweckten in ihm den Wunsch, dieses Vorgehen auf die Entschlüsselung von Stoffwechselvorgängen anzuwenden.
Krebs wechselte 1922 noch an die Ludwig-Maximilians-Universität München, wo er 1923 sein Staatsexamen ablegte. Er wechselte danach erneut, diesmal an die Universität Hamburg, wo er 1924 zum Arbeitskreis des Anatomen Wilhelm von Möllendorff stieß. Als wissenschaftlicher Mitarbeiter war er an einem Projekt über die Eigenschaften von histologischen Anilinfarbstoffen und deren Effizienz bei der Visualisierung mikroskopischer Details der Gewebestruktur beteiligt. Diese Untersuchungen zeigten ihm die Bedeutung von Chemie und Physik für die Erkenntnis biologischer Prozesse auf. Im Jahr 1924 wurde er in Möllendorffs Arbeitskreis promoviert. Anschließend studierte Krebs ein Jahr Chemie in Berlin und arbeitete nebenbei als unbezahlter Assistent in der Chirurgie.

### Ausbildung bei Otto Warburg

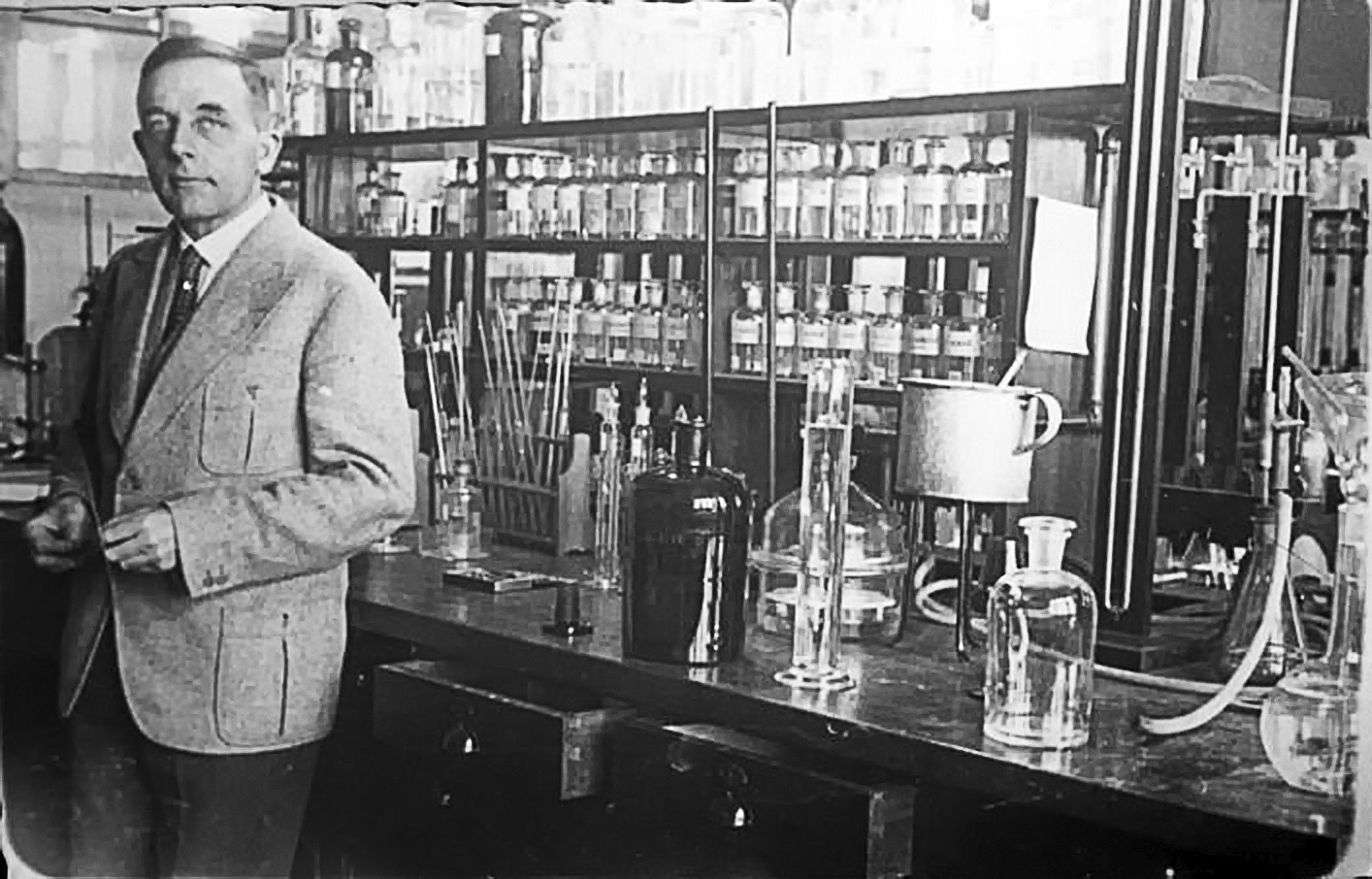
Otto Warburg in seinem Labor, Oktober 1931

Nach seiner Promotion kam er durch die Vermittlung Bruno Mendels in Kontakt mit Otto Warburg. Dieser nahm ihn 1926 in seinen Arbeitskreis am Kaiser-Wilhelm-Institut für Zellphysiologie in Berlin-Dahlem auf, wo er vier Jahre bis 1930 als Assistent des späteren Nobelpreisträgers arbeitete. Bei Warburg erlernte er unter anderem die Technik der Manometrie zur Messung des Sauerstoffverbrauchs von Gewebeschnitten. Dies erlaubte die Untersuchung biochemischer Stoffwechselvorgänge in tierischen Geweben. Diese Technik wurde für Krebs zu einem wertvollen Werkzeug, das er später für seine eigenen Arbeiten verfeinerte.
Obwohl Krebs an der biochemischen Forschung interessiert war, riet ihm Warburg von einer wissenschaftlichen Karriere ab.

„Die Bank wird fragen, welchen Beruf Sie haben und wenn Sie sagen, Sie seien Biochemiker, werden Sie keinen Pfennig bekommen, aber wenn Sie ihm sagen, Sie seien ein Doktor, bekommen Sie wahrscheinlich alles, was Sie haben wollen.“

Krebs folgte diesem Rat und arbeitete nach 1930 zunächst in Hamburg-Altona als Assistenzarzt.

### Entdeckung des Harnstoffzyklus

Schema des Harnstoffzyklus. Die Reaktionen finden teils im Mitochondrium (oben), teils im Cytosol (unten) statt. 1: L-Ornithin; 2: Carbamoylphosphat; 3: L-Citrullin; 4: Argininosuccinat; 5: Fumarat; 6: L-Arginin; 7: Harnstoff; L-Asp: L-Aspartat; CPS-1: Carbamoylphosphat-Synthetase I; OTC: Ornithin-Transcarbamylase; ASS: Argininosuccinat-Synthase; ASL: Argininosuccinat-Lyase; ARG1: Arginase 1; P_{i}: Phosphat; PP_{i}: Pyrophosphat; AMP: Adenosinmonophosphat; ADP: Adenosindiphosphat; ATP: Adenosintriphosphat.

Schon bald fehlte ihm das wissenschaftliche Arbeiten und er verließ Hamburg. Er nahm 1931 eine Stelle als Assistent von Siegfried Thannhauser an der Universitätsklinik Freiburg an, der ihm ein Labor für wissenschaftliche Arbeiten zur Verfügung stellte. Neben seiner Tätigkeit als Assistenzarzt mit der Aufgabe, eine Station mit 44 Betten zu betreuen sowie als Vorlesungsassistent zu arbeiten, untersuchte er zusammen mit seinem ersten Doktoranden Kurt Henseleit die Harnstoffsynthese aus Ammoniak beziehungsweise Ammoniumsalzen in der Tierleber. Sie schien einer der einfachsten biosynthetischen Prozesse zu sein, der zudem mit hoher Geschwindigkeit abläuft.
Versuche von Woldemar von Knieriem und Ernst Leopold Salkowski hatten gezeigt, dass Ammoniumsalze im Körper zu Harnstoff abgebaut werden. Es wurde zunächst spekuliert, dass dies analog der Wöhler’schen Harnstoffsynthese über Ammoniumcyanat (NH4OCN) oder über Ammoniumcarbamat (H2NCOONH4) erfolgen würde. Harnstoff ist weniger giftig als Ammoniak, die meisten Säugetiere scheiden ihn mit dem Urin aus. Ein Nachweis für die biochemische Synthese des Harnstoffs über diese Reaktionswege gelang jedoch nicht.
Für seine Studien entwickelten er und Henseleit zunächst eine verbesserte Kochsalzlösung für Gewebeschnitte, die der ionischen Zusammensetzung des Blutplasmas mehr entsprach als die der bis dahin verwendeten Kochsalzlösungen. Gegenüber der von Warburg verwendeten Lösung enthielt diese unter anderem zusätzlich Magnesium, Phosphat und Sulfat und entsprach in ihrer Zusammensetzung in etwa der des Blutplasmas. Die Lösung, die als Krebs-Henseleit-Lösung oder Krebs-Henseleit-Puffer bezeichnet wird, erwies sich allen bis dahin bekannten Plasma-Sole-Ersatzstoffen als weit überlegen.
| Stoff                    | Säugetierserum [Mittelwert in mg%] | Warburgsche Lösung in [mg%] | Krebs-Henseleit- Lösung [mg%] |
| ------------------------ | ---------------------------------- | --------------------------- | ----------------------------- |
| Natrium (Na+)            | 320                                | 355                         | 327                           |
| Kalium (K+)              | 22                                 | 10,5                        | 23                            |
| Calcium (Ca2+)           | 10                                 | 8,8                         | 10                            |
| Magnesium (Mg2+)         | 2,5                                | 0                           | 2,9                           |
| Chlorid (Cl−)            | 370                                | 466                         | 454                           |
| Phosphat (PO43−)         | 10                                 | 0                           | 11                            |
| Sulfat (SO42−)           | 11                                 | 0                           | 11,4                          |
| Hydrogencarbonat (HCO3−) | 54 Vol.%                           | 56 Vol.%                    | 54 Vol.%                      |
| Kohlenstoffdioxid (CO2)  | 2,5 Vol.%                          | 2,5 Vol.%                   | 2,5 Vol.%                     |
| pH-Wert                  | 7,4                                | 7,4                         | 7,4                           |

Bei den Untersuchungen fiel auf, dass die Leber von gut ernährten Ratten mehr Harnstoff bildete als die Leber von Tieren, die bis zu 48 Stunden gehungert hatten. Krebs versuchte, durch Zugabe von verschiedenen Stoffen die Harnstoffproduktion aus Ammoniak von Hungerlebern zu steigern. Der Zusatz von Kohlenhydraten zeigte nur einen relativ kleinen Einfluss auf die Harnstoffbildung, Stoffe wie Glycerin, Citronensäure und Ameisensäure zeigten keine steigernde Wirkung. Als Krebs und Henseleit den Einfluss von Aminosäuren auf die Harnstoffbildung untersuchten, zeigte sich ein großer Einfluss von L-(+)-Ornithin, besonders bei gleichzeitiger Zugabe von Lactat, auf die Harnstoffbildung. Neben Ornithin steigerte ebenfalls die Aminosäure Citrullin, die 1930 im Saft der Wassermelone entdeckt wurde, die Harnstoffbildung aus Ammoniak. Formal lässt sich Citrullin aus Ornithin, Kohlenstoffdioxid und Ammoniak unter Abspaltung von Wasser darstellen. Sowohl Ornithin als auch Citrullin sind nichtproteinogene Aminosäuren. Die Addition von Ammoniak an Citrullin unter Wasserabspaltung führt zum Arginin. Bei äquimolarer Zugabe von Ammoniak und Citrullin entstand im Rahmen der experimentellen Genauigkeit ein Mol Harnstoff pro Mol Ammoniak. Damit war nachgewiesen, dass der zur Harnstoffbildung benötigte zweite Stoffmengenanteil Ammoniak aus dem Citrullin stammen musste.

Reaktionsmechanismus: Die Aminogruppe von Ornithin greift den Carbonylkohlenstoff von Carbamoylphosphat (CP) nukleophil an und bildet einen tetraedrischen Übergangszustand. Durch die Ladungsumlagerung wird Citrullin und Phosphat frei.

Die erste Veröffentlichung über den Harnstoffzyklus aus dem Jahr 1932 war mit über 2400 Zitationen zwischen 1961 und 1981 Krebs meist zitierte Arbeit. Er selbst glaubte, dass die hohe Zahl an Zitaten auf die in dem Artikel beschriebene, von ihm und Henseleit entwickelte Kochsalzlösung zurückzuführen sei.
Durch die Entdeckung des Harnstoffzyklus habilitierte er sich 1932. Die Aufklärung des Harnstoffzyklus brachte Krebs umgehend höchste akademische Anerkennung. Er wurde zu Vorträgen eingeladen, etwa auf Einladung von Otto Meyerhof am Kaiser Wilhelm-Institut für medizinische Forschung in Heidelberg. Noch im Januar 1933 schlug Carl Neuberg, der Leiter des Kaiser-Wilhelm-Institut für Biochemie, ihn für einen Lehrstuhl an der Universität Münster vor.
Bereits im Mai 1933 wurde ihm jedoch als Jude durch die „Rassengesetze“ (Gesetz zur Wiederherstellung des Berufsbeamtentums) die Lehrbefugnis entzogen. Krebs, der sowohl religionsfern erzogen wurde als auch gelebt hatte, kommentierte dies mit den Worten:

„Hitler hat mich zum Juden gemacht.“

Sein Doktorand Kurt Henseleit wurde als Student und Vertrauter von Krebs im Dritten Reich ebenfalls von einer weiteren akademischen Karriere ausgeschlossen. Er praktizierte als Internist in Friedrichshafen, wo er 1972 starb.

### Studien in Cambridge
Sir Frederick Gowland von der University of Cambridge, der Krebs’ Arbeit bewunderte und sie im Detail bei der Jahrestagung der Royal Society besprochen hatte, konnte ihm mit finanzieller Unterstützung der Rockefeller-Stiftung einen Forschungsplatz an seiner Universität anbieten. Die deutschen Regierungsbeamten erlaubten ihm, seine Ausrüstung und Forschungsproben nach England mitzunehmen. Krebs setzte seine Arbeiten in Cambridge bereits am 7. Juli 1933 fort, nur drei Monate nach seiner Entlassung in Freiburg.
Während seiner Zeit in Cambridge führte er zunächst die in Freiburg begonnene Untersuchung des Aminosäurestoffwechsels fort und veröffentlichte zwei Arbeiten darüber, darunter die Reaktion von Ammoniak und Glutamat zu Glutamin in Niere, Gehirn, Netzhaut und anderen Geweben. Er war auch an der Untersuchung der Umsetzung von Prolin zu Glutamat und Glutamin in der Niere beteiligt und zeigte, dass Hypoxanthin eine Komponente der Biosynthese von Harnsäure bei Vögeln ist.

### Zeit in Sheffield

Citratzyklus

Eine Gelegenheit, seine Forschungen und sein Einkommen zu verbessern bot sich im Mai 1935, als ihm die Stelle eines Dozenten (Lecturer)  am Institut für Pharmakologie der Universität Sheffield angeboten wurde. Er war beeindruckt von den Möglichkeiten, die Sheffield seinen Forschungsinteressen bot. Da in Cambridge keine gleichwertige Stelle zu erwarten war, nahm er den Lehrauftrag im Oktober 1935 an.
Dort lernte Krebs 1936 die dreizehn Jahre jüngere Margaret Fieldhouse kennen, eine Lehrerin für Hauswirtschaft an einer Klosterschule in Sheffield. Die beiden teilten das Interesse am Wandern und an der Botanik. 1938 heiratete er Margaret Fieldhouse. Aus der Ehe gingen zwei Söhne, Paul und John, und die Tochter Helen hervor. Sein Sohn John Krebs ist Zoologie-Professor in Oxford, Rektor des Jesus College in Oxford und Mitglied des House of Lords.
Bereits nach dem Verlassen des Labors von Otto Warburg hatte sich für ihn die Frage nach der Wahl seines Arbeitsschwerpunkts gestellt. Er fühlte sich von dem Problem der intermediären Oxidationsreaktionen des Stoffwechsels angezogen, die die Hauptenergiequelle in höheren Organismen darstellen. In Anbetracht der Bedeutung dieser Reaktionen für die Energiegewinnung in lebenden Organismen wandte er sich in Sheffield ihrer Erforschung zu.
Eine der ersten Untersuchung zu Beginn des 20. Jahrhunderts über den intermediären Stoffwechsel der Oxidation stammt von Torsten Ludvig Thunberg, der ein Mikrorespirometer zur Messung des Sauerstoffverbrauchs und der Kohlenstoffdioxidproduktion von Geweben entwickelte, womit es die Oxidierbarkeit einer Vielzahl organischer Stoffe in isoliertem tierischem Gewebe untersuchte. Die Daten von Thunberg konnten jedoch noch nicht mit dem Prozess der Kohlenhydratoxidation in Verbindung gebracht werden. Durch die späteren Arbeiten von Albert Szent-Györgyi über die Oxidationsreaktion im Brustmuskel von Tauben war bekannt, dass die Dicarbonsäuren Bernsteinsäure, Fumarsäure und Oxalessigsäure eine spezifische Funktion bei der Oxidation von Kohlenhydraten haben. Die Zugabe einer dieser Stoffe zum zerkleinerten Brustmuskelgewebe von Tauben steigerte dessen Sauerstoffaufnahme und die Kohlenstoffdioxidproduktion weitaus stärker, als dies für die bloße Oxidation der zugesetzten Verbindungen zu erwarten gewesen wäre. Szent-Györgyi konnte zudem zeigen, dass die Umsetzung dieser Stoffe über die Stufen Succinat, Fumarat, Malat und Oxalacetat erfolgte. Die weiteren Einzelheiten waren jedoch unklar.
Die Arbeiten von Carl Martius und Franz Knoop erweiterten die Reaktionsfolge um die Schritte der Dehydrierung von Citrat zu cis-Aconitat und dessen Umlagerung zu Isocitrat. Letzteres wird zu α-Ketoglutarat dehydriert, das oxidativ zu Succinat und Kohlenstoffdioxid decarboxyliert wird.
Da das Taubenbrustmuskelgewebe seine Oxidationsfähigkeit auch nach Zerkleinerung und Suspension in Natriumphosphatpuffer beibehielt, führten Krebs und sein Schüler W. A. Johnson ebenfalls Studien über die Oxidation von Di- und Tricarbonsäuren im Taubenbrustmuskel durch, die den Ausgangspunkt für die Entdeckung des Citratzyklus bildeten. Krebs Entdeckung des Harnstoffzyklus hatte den ersten Anhaltspunkt dafür geliefert, dass einige Stoffwechselvorgänge zyklisch ablaufen. Dies lag auch in diesem Fall nahe, sie mussten nur noch den Nachweis erbringen, dass Oxalacetat in Citrat umgewandelt wird, um den Zyklus zu schließen. Die nicht-enzymatische Reaktion von Oxalacetat und Pyruvat zu Citrat unter alkalisch-oxidativen Bedingungen war bereits bekannt. Der naheliegende Ansatz zur Vervollständigung des Stoffwechselzyklus bestand darin, die Bildung von Citrat und Kohlendioxid aus Oxalacetat und Fumarat auf enzymatischem Wege anzunehmen. Der Nachweis gelang ihm 1937, und es war diese Umsetzung, die dazu führte, dass eine Reihe von Reaktionen, die nicht miteinander verbunden zu sein schienen, zu einem Katalysezyklus wurden und die Schritte von Citrat zu Oxalacetat mit dem Stoffwechsel der Kohlenhydrate verbanden. Damit war es zum ersten Mal gelungen, die vollständige Verbrennung der Kohlenhydrate durch eine experimentell nachweisbare Reaktionsfolge zu erklären. Die Entschlüsselung des Citratzyklus, der noch oft als „Krebszyklus“ bezeichnet wird, zählt zu den wichtigsten wissenschaftlichen Leistungen der modernen Stoffwechselchemie.
Auch wenn damit der Mechanismus der Citratbildung nicht bis ins letzte Detail geklärt werden konnte, lösten die Arbeiten von Krebs eine Vielzahl von Folgearbeiten auf dem Gebiet der Stoffwechselvorgänge aus. Isotopenuntersuchungen Mitte der 1940er Jahre zeigten, dass die Kohlenstoffatome 14C-markierter Fettsäuren in den Säuren des Citratzyklus auftauchten. Diese Säuren mussten somit Zwischenprodukte der Oxidation von Fettsäuren sein. Die Entdeckung von Coenzym A durch Fritz Albert Lipmann lieferte einen weiteren wichtigen Baustein. Das letzte Puzzleteil steuerten Severo Ochoa und Feodor Lynen bei, indem sie nachwiesen, dass Acetyl-Coenzym A, das mit Oxalacetat zu Citrat reagiert, der eigentliche Zugang ist, auf dem die Kohlenstoffatome der Fettsäuren in den Citratzyklus gelangen.
Die Fachzeitschrift Nature lehnte im Jahr 1937 Krebs’ Arbeit zum Citratzyklus ab. Die Zeitschrift begründete dies mit dem Hinweis, es lägen schon genügend Zuschriften vor, um 7 bis 8 Wochen mit Korrespondenz zu füllen, und ergänzte:

“…it is undesirable to accept further letters at the present time.”

„… es ist nicht wünschenswert, zum jetzigen Zeitpunkt weitere Zuschriften anzunehmen.“

Krebs sah sich in der Folge gezwungen, seine Erkenntnisse in der weit weniger bekannten Zeitschrift Enzymologia, die von Carl Oppenheimer herausgegeben wurde, in den Niederlanden zu veröffentlichen.
Kurze Zeit später, 1938, stimmte die Universität zu, ihn zum Lecturer für Biochemie zu ernennen, was die Einrichtung eines Lehrstuhls ermöglichte und ihm auch eine kontinuierliche finanzielle Unterstützung durch die Rockefeller Foundation sicherte. Während des Zweiten Weltkriegs, im Jahre 1943, übernahm Krebs die Leitung des Sorby Research Institute, wo er an der Erforschung von Vitamine A und C-Mangelkrankheiten arbeitete; das Institut wurde kurz nach Kriegsende geschlossen. 1945 wurde er Professor für Pharmakologie an der University of Sheffield.
Gemeinsam mit seinen wissenschaftlichen Mitarbeitern rief er einen einjährigen Biochemiekurs für Medizinstudenten ins Leben. Das Angebot einer Professur  an der Harvard University verschaffte ihm in Sheffield die nötige Verhandlungsposition, die Abteilung um ein stillgelegtes Kino zu erweitern. Dort wurden Labor- und Seminarräume eingerichtet, die es ihm ermöglichten, einen dreijährigen Graduiertenkurs in Biochemie anzubieten.
Für die Entdeckung des Citrat-Zyklus wurde ihm 1953, zusammen mit Fritz Albert Lipmann, der für seine Entdeckung des Coenzym A und dessen Bedeutung für den Intermediärstoffwechsel ausgezeichnet wurde, der Nobelpreis für Physiologie oder Medizin verliehen.

### Jahre in Oxford

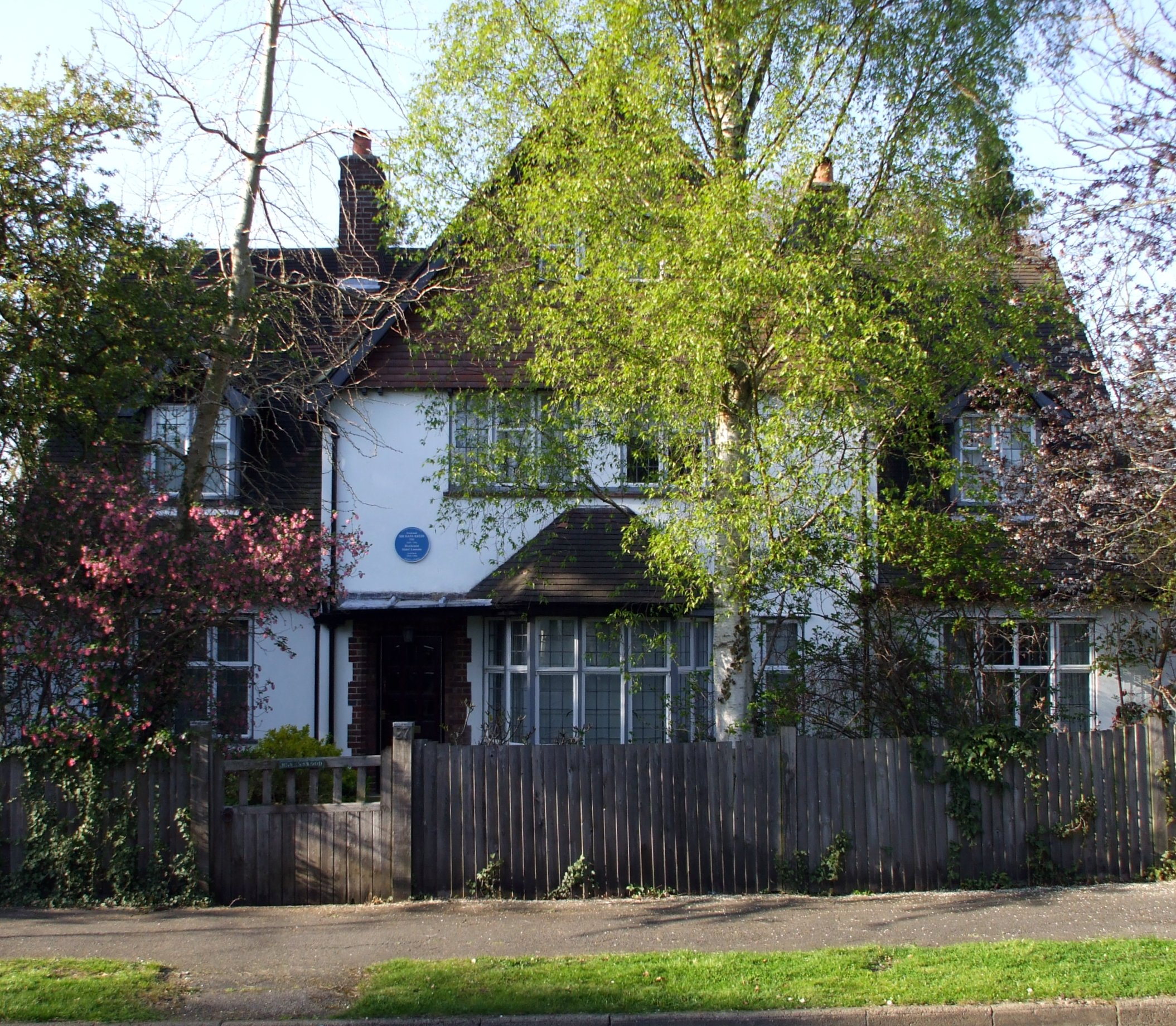
Wohnhaus von Hans Adolf Krebs in Oxford, 1954 bis 1981

Nach der Verleihung des Nobelpreises wurde er 1954 als Nachfolger von Rudolph Albert Peters auf den Whitley Chair of Biochemistry der Universität Oxford berufen und zum Fellow des Trinity College ernannt. Der Umzug seines Arbeitskreises nach Oxford erwies sich auf Grund der dort zunächst beengten Verhältnisse als schwierig. Später zog das von Krebs geleitete Medical Research Council in den vierten Stock eines neu errichteten Gebäudes für Biochemie. Sein fortgesetztes Interesse an der Botanik spiegelte sich im Garten seines Hauses in Iffley, einem Vorort von Oxford in der Nähe der Themse, wider, der gelegentlich zum Treffpunkt von Kollegen und Studenten wurde.
Seine wissenschaftliche Arbeit konzentrierte sich weiter auf Stoffwechselprozesse. Mit dem Citratzyklus wurde zum Beispiel nicht die Frage beantwortet, wie Bakterien der Gattung Pseudomonas oder Escherichia coli, aber auch Schimmelpilze, die ihren Kohlenstoffbedarf allein mit Acetat oder Ethanol decken konnten, aus diesen Verbindungen Zellbestandteile bilden können. Bei diesen Organismen fanden Krebs und Hans Leo Kornberg, der später Professor am Lehrstuhl für Biochemie an der University of Cambridge werden sollte, einen zyklischen Prozess, der eine Abwandlung des Citratzyklus darstellt, bei dem die Schritte des Kohlenstoffverlusts in Form von Kohlenstoffdioxid umgangen werden und der heute als Glyoxylatzyklus bezeichnet wird.
Krebs und Kornberg untersuchten das Wachstum von Pseudomonas auf 14C-markiertem Ammoniumacetat, um den Stoffwechselzyklus aufzuklären. Die Verteilung der markierten Komponenten sowie deren zeitliche Konzentrationsänderung ließ den Schluss zu, dass Acetat auf zwei Arten verstoffwechselt wurde. Dies war die entscheidende Beobachtung für die Entschlüsselung des Glyoxylatzyklus. Der erste Stoffwechselweg entsprach dem bekannten Abbau über den Citratzyklus, der alternative Weg der von Samuel Ajl entdeckten  Malatsynthasereaktion, bei der Glyoxylat mit Acetyl-Coenzym A Malat bildet. Ein vorgelagerter Schritt war die Spaltung von Isocitrat in Succinat und Glyoxylat durch Isocitrat-Lyase.
Nach seiner Emeritierung 1967 arbeitete Hans Adolf Krebs, vom Medical Research Council finanziert, in einem Labor an der Radcliffe Infirmary, einem Krankenhaus in Oxford. Bis zu seinem Tod 1981 veröffentlichte er über einhundert Arbeiten mit einer Vielzahl an Forschungsthemen, zum Teil mit klinischen Bezug. Dazu gehörte die Verwertung von Ketokörpern durch das Gehirn erwachsener und säugender Ratten, die physiologische Rolle der Leberdehydrogenase, der Fettsäurestoffwechsel in der Rattenleber und die Regulation des Folsäure- und Methioninstoffwechsels. Im Gegensatz zu seinen oft zitierten Artikeln über Biochemie wurden seine Aufsätze zur Soziologie aus jener Zeit, wie etwa „Zur Biologie der Jugendkriminalität“, kaum in der wissenschaftlichen Literatur zitiert.
Nach einer kurzen Krankheit verstarb Hans Adolf Krebs am 22. November 1981 in Oxford.

## Privates
Am 22. März 1938 heiratete er in Sheffield Margaret Fieldhouse (* 30. Oktober 1913; † Mai 1993); der Ehe entstammten die Söhne Paul und John und die Tochter Helen. Sein Sohn John Krebs ist Professor für Zoologie in Oxford und Mitglied des House of Lords.

## Ehrungen und Mitgliedschaften

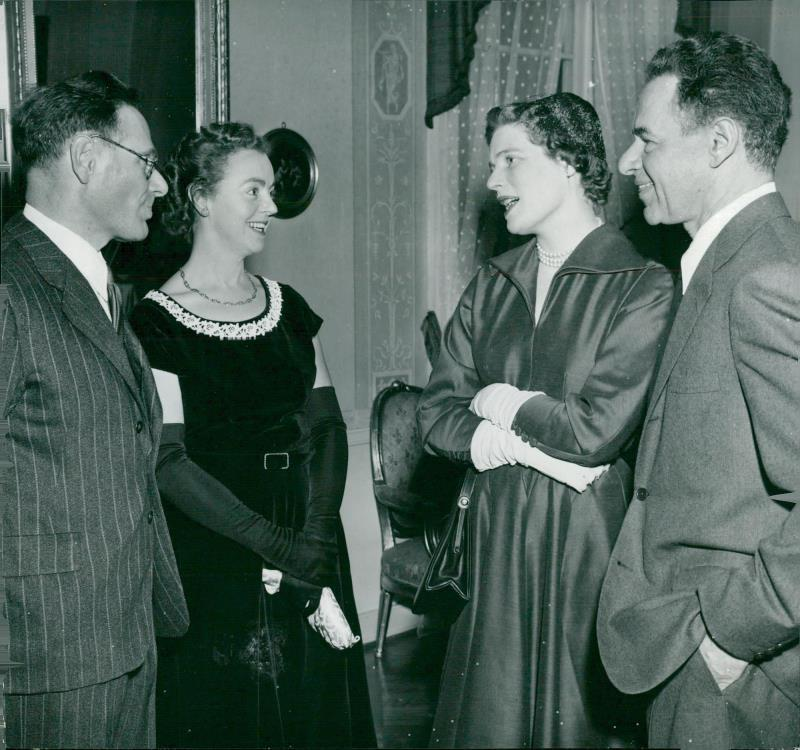
Hans Adolf Krebs und Fritz Albert Lipmann mit Ehefrauen bei der Nobelpreisfeier 1953.

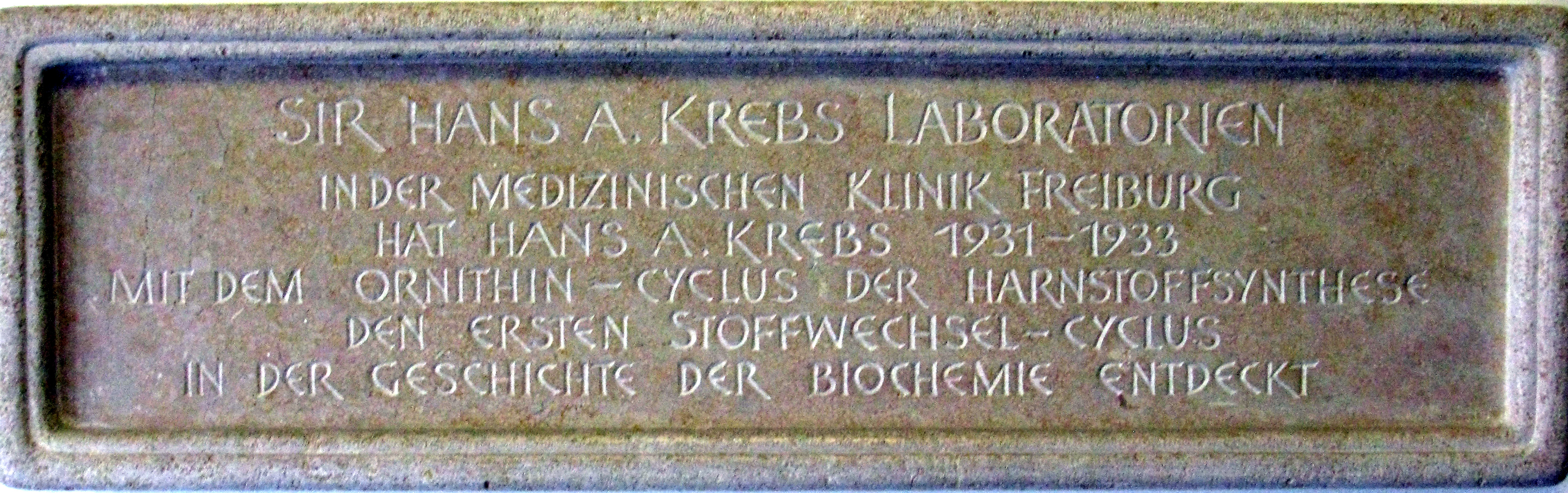
Gedenktafel in der Uniklinik Freiburg.

Hans Adolf Krebs wurde für seine wissenschaftlichen Leistungen vielfach geehrt. Das Nobelkomitee zeichnete ihn 1952 mit dem Nobelpreis für Physiologie oder Medizin aus. Königin Elisabeth II. adelte ihn 1958 als Knight Commander of the Order of the British Empire, weshalb er seitdem die Anrede „Sir“ führen durfte. Seine Geburtsstadt Hildesheim ernannte ihn 1966 zum Ehrenbürger und benannte einen Weg nach ihm. Im Jahr 1972 wurde er Auslandsmitglied des deutschen Ordens Pour le Mérite für Wissenschaften und Künste berufen. Die Mitgliedschaft in diesem Orden ist auf 40 der angesehensten deutschen Bürger sowie der gleichen Anzahl ausländischer Mitglieder beschränkt.
Er war Fellow der Royal Society (1947), Mitglied der American Academy of Arts and Sciences (1957), Royal College of Physicians (1958), Mitglied der American Philosophical Society (1960), Mitglied der National Academy of Sciences (1964), des Royal College of Pathologists (1967) und Ehrenmitglied der Leopoldina (1969). Krebs war Korrespondierendes Mitglied der Göttinger Akademie der Wissenschaften (1971), Korrespondierendes Mitglied der Bayerischen Akademie der Wissenschaften (1974) und Fellow der Royal Society of Edinburgh (1976). Weiterhin war er Mitglied der Nationalen Akademien für Medizin Frankreichs, der Académie nationale de médecine (1952), Belgiens (Académie Royale de Médecine de Belgique) (1962) und Argentiniens (Academia Nacional de Medicina) (1977). Krebs war Honorary Fellow der Trinity und Girton Colleges in Cambridge sowie der St. Catherine’s, St. Cross und Green Colleges in Oxford.
Krebs erhielt zwischen 1954 und 1980 die Ehrendoktorwürde von 21 Universitäten, darunter die der Medizinischen Hochschule Hannover, der University of Cambridge, der University of Chicago, der Albert-Ludwigs-Universität Freiburg und der University of Sheffield.
Er erhielt  den Albert Lasker Award for Basic Medical Research der American Public Health Association (1953), die Royal Medal (1954) und die Copley-Medaille (1961) der Royal Society sowie die Otto-Warburg-Medaille (1969) der Gesellschaft für Biochemie und Molekularbiologie. Als Mitglied des Verwaltungsrats der Hebräischen Universität Jerusalem und des Weizmann-Institut für Wissenschaften förderte Hans Adolf Krebs die wissenschaftliche Forschung in Israel.
Die Abteilung Biochemie der University of Oxford befand sich bis 2014 im Hans-Krebs-Tower, der im selben Jahr abgerissen und durch ein neues Gebäude ersetzt wurde. Das mechanistisch-biologische Forschungszentrum der University of Sheffield ist nach Hans Krebs benannt. Auf dem Gelände der Freiburger Universitätsklinik wurde 2012 die Straße, an der die Notfallaufnahme liegt, Sir-Hans-A.-Krebs-Straße benannt. Außerdem gibt es in der Medizinischen Klinik eine Gedenktafel. Die Stadt Ulm hat eine Straße auf dem Universitätsgelände nach Hans Krebs benannt, den Hans-Krebs-Weg in der Nähe des Botanischen Gartens.
Seit 1968 verleiht die Federation of European Biochemical Societies die Hans-Krebs-Medaille für außergewöhnliche Leistungen in der Biochemie oder Molekularbiologie. Die Gesellschaft der Freunde der Medizinischen Hochschule Hannover e. V. verleiht jährlich den von Ernst-August Schrader gestifteten und mit 10.000 Euro dotierten Sir-Hans-Krebs-Preis für eine herausragende, in einer wissenschaftlichen Zeitschrift veröffentlichte Arbeit der medizinischen Grundlagenwissenschaft. Die Biochemical Society bietet ein Krebs-Gedächtnis-Stipendium für Postgraduierte an, die an einer britischen Universität in der Biochemie oder einer verwandten biomedizinischen Wissenschaft arbeiten. Das Stipendium wird für ein Jahr vergeben, kann aber bis zu drei Jahren verlängert werden.

## Schriften (Auswahl)
- Hans Adolf Krebs: Energy Transformations in Living Matter: A Survey. Springer, Berlin, Göttingen, Heidelberg, 1957, ISBN 978-3-540-02189-6
- Hans Krebs, Roswitha Schmid: Otto Warburg. Zellphysiologe, Biochemiker, Mediziner 1883–1970. Wissenschaftliche Verlagsgesellschaft, 1979, ISBN 978-3-8047-0569-2
- Hans Adolf Krebs: Wie ich aus Deutschland vertrieben wurde – Dokumente mit Kommentaren. In: Medizinhistorisches Journal. Band 15, Heft 4, 1980, S. 357–377.[14]
- Hans Adolf Krebs: On asking the right kind of question in biological research (= Rheinisch-Westfälische Akademie der Wissenschaften [Hrsg.]: Vorträge / N / Natur-, Ingenieur- und Wirtschaftswissenschaften. N300). Westdeutscher Verlag, Opladen 1981, ISBN 3-531-08300-7.
- Hans Adolf Krebs: Reminiscences and Reflections. Clarendon Press, Oxford; Oxford University Press, New York, 1981 (verfasst mit Anne Martin).
- Hans Adolf Krebs: Meine Liebe zu Hildesheim hat nie aufgehört. Red.: Helga Stein. Lax, Hildesheim 1990.